# Alibey Novruzi
 (août 2024).
Alibey Novruzi ( en azéri : Əlibəy Nəzərəli oğlu Novruzi ; né le 8 noyabr 1942 à Bakou et mort le 4 mars 2021 à Bakou) est un architecte émérite, peintre azéri, membre de l’Union des architectes (1991) et Lauréat du Prix d’État de l’Azerbaïdjan

## Biographie
En 1965 Alibey Novruzi est diplômé de l’Institut de l’architecture de Moscou. Il commence son activité d’architecte dès la fin des études et remporte le concours sur le meilleur projet de l’année pendant trois ans consécutifs.
Il écrit la thèse sur Le mouvement du vent dans le bâtiment.Il est l'auteur de découvertes dans le domaine de l'aérodynamique en découvrant la particularité des structures perforées pour diriger le vent, d'inventions dans le domaine de la ventilation naturelle des maisons d'habitation et des auditoriums sans dispositifs mécaniques.Cette découverte a été traduite dans de nombreuses langues en tant qu'ouvrage scientifique et a été soulignée partout comme un terme spécial « maisons de type Novruzi ».
Alibey Novruzi était l'architecte en chef de la ville de Sumqayıt.
Il est l'auteur de plus de 600 projets architecturaux, d'environ 400 peintures et de 3 livres.